# Frente Democrático (Bosnia y Herzegovina)
El Frente Democrático (en serbo-croata: Demokratska fronta, DF/Демократски фронт, ДФ) es un partido político socialdemócrata y socio-liberal multiétnico de Bosnia y Heregovina. Su fundador y actual líder es Željko Komšić, el actual miembro croata de la presidencia de Bosnia y Herzegovina.

## Historia
El Frente Democrático fue fundado por Željko Komšić, el actual miembro croata de la presidencia de Bosnia y Herzegovina, el 7 de abril de 2013 al abandonar el Partido Socialdemócrata de Bosnia y Herzegovina en julio de 2012.

## Resultados electorales

### Elecciones a la Cámara de Representantes
|  | 9.24 % |

|  | 5.81 % |

### Elecciones presidenciales
|  | 15.20 % |

|  | 2.90 % |

|  | 52.60 % |